# Hypoponera petri
Hypoponera petri es una especie de hormiga del género Hypoponera, subfamilia Ponerinae.